# 28382 Stevengillen
28382 Stevengillen è un asteroide della fascia principale. Scoperto nel 1999, presenta un'orbita caratterizzata da un semiasse maggiore pari a 2,4210849 UA e da un'eccentricità di 0,1936506, inclinata di 0,48362° rispetto all'eclittica.